# Adele in Munich
Az Adele in Munich Adele angol énekesnő második rezidencia-koncertsorozata, amelyet a müncheni Messe Münchenben, egy erre a célra épített szabadtéri stadionban rendeztek meg. Klaus Leutgeb és Marek Lieberberg koncertszervezők biztatták Adele-t, hogy lépjen fel Európában a Florian Wieder által tervezett stadionban. A tíz dátumos, heti két előadásból álló koncertrezidencia 2024. augusztus 2-án kezdődött és 2024. augusztus 31-én ért véget. Az Adele Arénában minden koncerten 20 dalt adott elő összesen 730 ezer néző előtt.
A stadiont egy Adele World elnevezésű vendéglátó- és szórakoztató terület vette körül, amely további színpadokat tartalmazott a kísérőműsorok, a Late Night Karaoke és kiállítóterek számára. Az Adele in Munich világrekordot állított fel a legnagyobb ideiglenes szabadtéri LED-videoképernyő tekintetében. A koncertsorozat megdöntötte a Las Vegason kívüli koncertrezidenciák legnagyobb látogatottsági rekordját. Emellett megdöntötte a Billboard Boxscore látogatottsági rekordját is egy koncertsorozat esetében. A nézőközönség több mint félmilliárd euró bevételt hozott a városnak. Ezek voltak Adele egyetlen európai koncertjei 2024-ben.

## Háttér
2016-ban Adele elindult harmadik koncertturnéjára, az Adele Live 2016-ra, amely több kontinensre is ellátogatott, és 121 koncertet tartalmazott. A turnét a Wembley Stadionban tartott fellépéssorozattal zárta, amelynek egyikén egy kézzel írt üzenetet juttatott el a jelenlévőknek, amelyben elismerte, hogy lehet, hogy nem turnézik többet: „A turnézás különös dolog, nem áll jól nekem különösebben. Igazi otthonülő típus vagyok, és annyi örömet szerzek az apró dolgokban [...] Azt akartam, hogy az utolsó koncertjeim Londonban legyenek, mert nem tudom, hogy valaha is turnézni fogok-e még, ezért azt szeretném, ha az utolsó fellépésemet otthon tartanám”. Adele orvosi tanácsra lemondta az utolsó két fellépést, miután megsérültek a hangszálai. A következő években visszavonultan élt.
Adele 2021. október 13-án jelentette be negyedik stúdióalbumát, a 30-at, és bejelentette, hogy az ugyanezen év november 19-én jelenik meg. A bejelentést követő napon jelent meg az Easy on Me című dal az album első kislemezeként. Egy novemberi interjúban Adele kijelentette, hogy nagyon szeretne turnézni a 30 népszerűsítésére, de valószínűleg nem fogja megtenni: „Ezzel az albummal? Nem, valószínűleg nem. Nagyon szeretnék. [...] Nem lenne helyes, ha idén kiadnék egy albumot, majd 2023-ban turnéznék vele”. A Rolling Stone-nak adott interjújában tovább cáfolta a közelgő koncertrezidenciáról szóló pletykákat.
November 30-án azonban Adele bejelentette a Weekends with Adele elnevezésű koncertrezidenciát. A tervek szerint ez 2022. január 21. és április 16. között zajlott volna, és Adele minden hétvégén két koncertet adott volna a Las Vegas-i The Colosseum at Caesars Palace-ban (összesen 24 fellépés). Az eladásra kínált 100 000 jegy hat órán belül elfogyott, ami előadásonként átlagosan 2,2 millió dolláros bevételt eredményezett. Ben Beaumont-Thomas, a The Guardian munkatársa megjegyezte, hogy mivel a vegasi rezidenciák a kereskedelmi csúcson túljutott művészek körében voltak gyakoriak, Adele kilógott a sorból. Úgy vélte azonban, hogy ez megfelelt a helyzetének a fia és az édesapja lakhelyének közelsége, az óriási helyszíneken való turnézástól való idegenkedése, valamint a 30-on szereplő intim anyag miatt, amely jobban szólna a kisebb közönség számára. Emellett meg akarta kerülni a hagyományos koncertturnékat érintő kihívásokat, amelyeket a Covid19-járvány jelentett.

## Kidolgozás
Eredetileg úgy tervezték, hogy a Weekends with Adele lesz az egyetlen fellépéssorozata a 30 című album megjelenése után, de 2022 júliusában két teltházas koncertet adott a londoni Hyde Parkban. Mivel Adele 2016 óta nem lépett fel a kontinentális Európában, a szervezők, Klaus Leutgeb és Marek Lieberberg meggyőzték az énekesnőt két év „erősködés” után. Lieberberg elismerte, hogy „sok akadályt kellett leküzdeniük, és rengeteg munkát kellett fektetniük a meggyőzésébe”; Adele azonban elfogadta az ajánlatot, miután látta Florian Wieder terveit egy ideiglenes stadionról. A brit zeneipar egyik magas rangú forrása azt mondta: „valaki sok pénzt tett le az asztalra. Nemcsak, hogy megszerezték Adele-t, de európai exkluzivitásként kínálták”. A The Times újságírói szerint az egyedi építésű helyszín, amelyet a Münchenben található Messe München rendezvényközpont hatalmas szabadtéri területén állítanának fel, a „világ legnagyobb ideiglenes stadionja” lenne, amely „messze” meghaladná a 2022-es katari világbajnokságra épített 44 000 férőhelyes ideiglenes stadiont. Leutgeb később felidézte, hogy 2023 augusztusában meglátogatta az énekesnőt Amerikában, és azt mondta neki: „Te vagy a zene királynője, felépítjük neked a saját stadionodat”. Adele erre azt válaszolta: „Csináljuk meg!”.
2024. január 31-én közölték, hogy Adele nem egy egyszeri koncertet ad a „testre szabott” müncheni stadionban, hanem a fellépéssorozatot koncertrezidenciaként rendezik meg. Mielőtt ott fellépne, még be kellett fejeznie Las Vegas-i koncertrezidenciájának egy szakaszát, amely június 15-én ért véget. Adele 2024 júliusában Németországban tartózkodott, mielőtt megkezdte volna nyári koncertsorozatát. Augusztus végéig Münchenben tartózkodott a fiával együtt. Adele egy luxusszálloda 451 négyzetméteres emeletét bérelte ki éjszakánként 30 000 euróért.

## Koncepció és gyártás
2024 júliusában Leutgeb elmondta, hogy az elképzelés két és fél évvel korábban született meg, amikor Wieder mellett ült Münchenben. Az Adele Arénát tizenegy zónára osztanák, összesen 85 blokkra. A színpad közvetlenül az A94 autópálya mellett helyezkedne el, és egy védőfal létrehozásával lehetővé tenné a teljes zajszigetelést. Jonathan Dickins, Adele menedzsere úgy nyilatkozott, hogy ez „a Las Vegas-i nagyon kicsi koncertek teljes ellentéte” lenne. Wieder tervezte a stadiont és az Adele Worldöt.

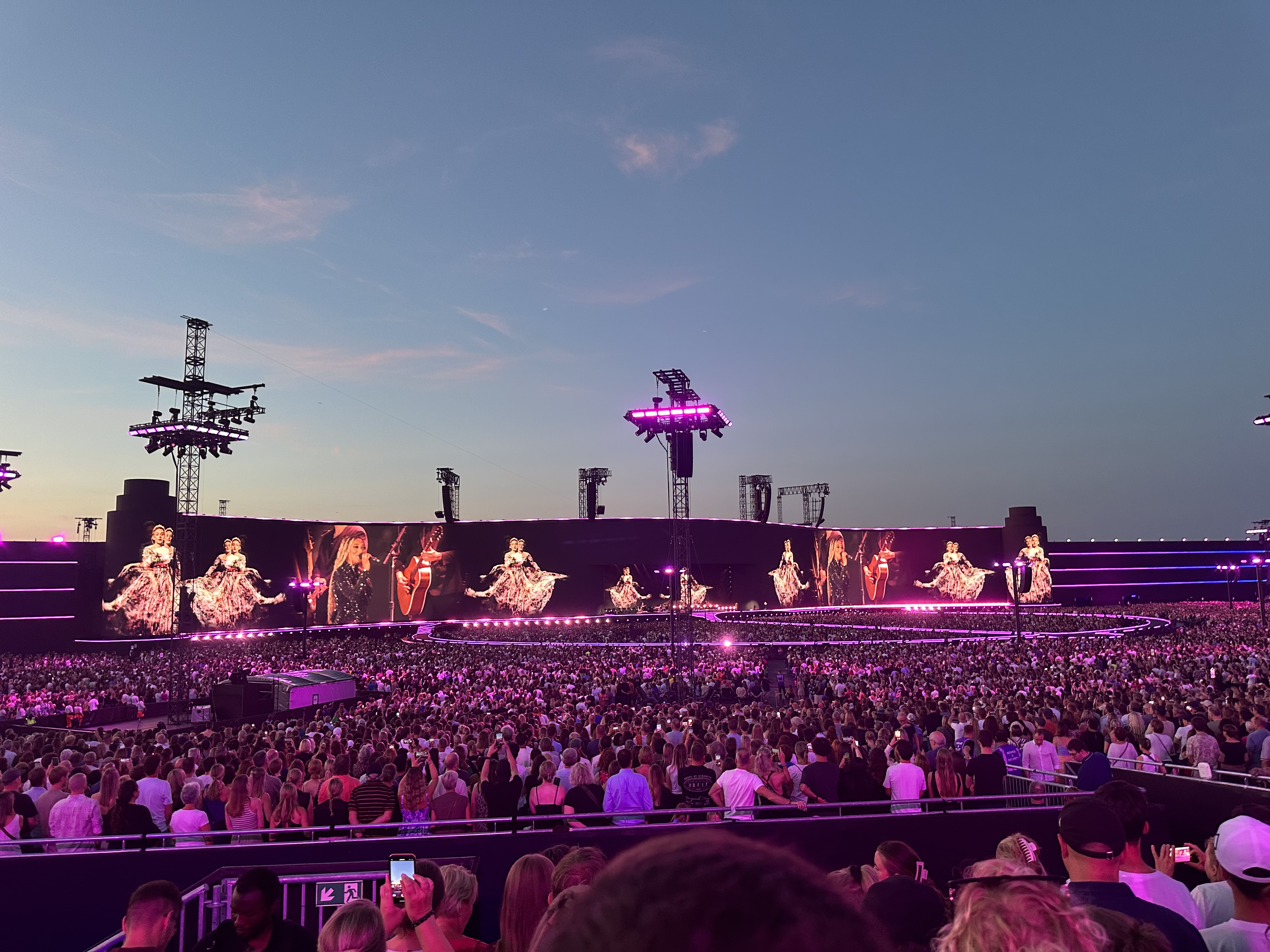
Az Adele Arena színpadképe, a lelátó alsó szintjéről nézve

A Live Nation és a Leutgeb Entertainment Group szervezte a rezidenciát, és ők feleltek a 2024. július elején induló építkezésért. Adele július közepén ellátogatott az építkezésre, és saját Instagramján azt írta: „Ez az egész egy baromi izgalmas dolog”. Lieberberg úgy jellemezte az eseményt, mint „minden idők legdrágább vállalkozása. És a zeneiparban eltöltött 50 évem legátfogóbb projektje”. A stadion színpadán 700 fős építőcsapat dolgozott. Július közepére a teljes színpad és a lelátók egy részének összeszerelése jelentősen előrehaladt. Az építkezésen tett első látogatás után, egy sajtótájékoztató keretében Felicitas Lachmayr, az Augsburger Allgemeine újságírója azt írta: „A projekt méretei gigantikusak”. Dickins szerint Adele „rengeteg ötletet hozott, az építkezés az ő DNS-ét hordozza”. Dickins hangsúlyozta, hogy az egyik legfontosabb szempontja a „meghitt” légkör megteremtése lesz, míg Lachmayr úgy vélte, hogy ez nehezen elképzelhető a várhatóan jelentős napi látogatottság miatt.
A teljes helyszín 400 000 négyzetmétert foglalt magában. A 60 futballpályának megfelelő területet három bejárattal tervezték, ami lehetővé tette a zökkenőmentes érkezést és távozást. A színpadszerkezet 4000 négyzetméteres volt, és egy 40 millió eurós LED-vászonba építették be, amely 220 méter széles és 30 méter magas volt, így minden idők legnagyobb színpadi showműsorhoz használt kivetítője. Az óriáskivetítőt úgy tervezték, hogy egy feltekert filmtekercsre hasonlítson, és hullámos formája nemcsak a tömeg, hanem a hátsó sorokban ülők számára is jó láthatóságot biztosított. A nagyszínpadhoz egy 93 méteres kifutó és egy 200 méteres félköríves színpad csatlakozott, így Adele közelebb kerülhetett a közönséghez. A félköríves kifutó egy második színpadhoz vezetett. A Stufish Entertainment Architects készítette a színpadot és a LED-falat. A brit Stufish cég, amelynek társalapítója Mark Fisher, már régóta Adele színpadtervező munkatársa.
Eredetileg 80 000 embert terveztek koncertenként, de a müncheni hatóságok csak 74 000–75 000 látogatót engedélyeztek. Ezt a számot a biztonsági követelmények miatt kellett módosítani. A bajor állami rendőrség Polizeipräsidium München részlege is figyelmeztetett, hogy közlekedési káosztól tartanak. A szervezők a tömegközlekedés használatára buzdították az embereket, és a Max-Weber-Platz állomásról egy buszjáratot terveztek a rendezvényközpont elérésére. A koncertnapokon megnövelték a metró járatsűrűséget. Parkolóhelyeket is biztosítottak. Dickins kijelentette, hogy a koncertek minden időjárási körülmények között zajlanak majd: „Ha a rajongók eláznak, Adele is elázik, és tovább játszik”. Vészhelyzeti tervet készítettek arra, hogy heves viharok esetén evakuálják az embereket zárt terekbe. A szervezők 75 000 négyzetméter aszfaltot öntöttek a színpad elé, hogy eső esetén is biztosítsák a nézők kényelmét. Dickins hangsúlyozta, hogy a müncheni rezidencia „egyedülálló, eddig még soha nem látott show lesz”.
A Billboard 2024 augusztusában arról számolt be, hogy a produkció az építési költségekkel együtt több mint 100 millió dollárba került.

## Adele World
Kevesebb mint egy hónappal a rezidencia kezdete előtt bemutatták a helyszínt körülvevő ideiglenes vendéglátóhelyet. Az Adele elképzelései szerint kialakított és „Adele World”-nek nevezett szabadtéri terület egy I Drink Wine bárral, egy óriáskerékkel, egy körhintával, egy sörkerttel, valamint többféle étel- és italkínálattal is rendelkezett. A Münchner Merkur munkatársa, Katja Kraft „magas színvonalúnak” minősítette a helyet. A 70 000 négyzetméteres Adele World 13 000 ülőhellyel egy „gasztronómiai városnak” és a Good Ship nevű brit pub reprodukciójának adott otthont, ahol Adele a legkorábbi fellépései közül néhányat adott. Adele „kedvenc italát” is felszolgálták. A koncertek előtt és után nyitva tartó Adele World a szervezők szerint „magával ragadó élményt” kívánt nyújtani a közönségnek. Az Adele Worldben egy külön színpadot is felállítottak, ahol Adele-dalok feldolgozásait adták elő. A tribute együttes, a Spice Girls Experience fellépését is láthatták az érdeklődők. Minden koncert után karaoke-buli kezdődött, ahol az embereket arra bíztatták, hogy adjanak elő „klasszikus popdalok” feldolgozásait. Augusztus 16-án Maggie Rogers váratlanul megjelent a karaoke színpadon. A Hello című klipben szereplő telefonfülke az Adele Worldben kiállított emléktárgyak között szerepelt.

## Jegyértékesítés

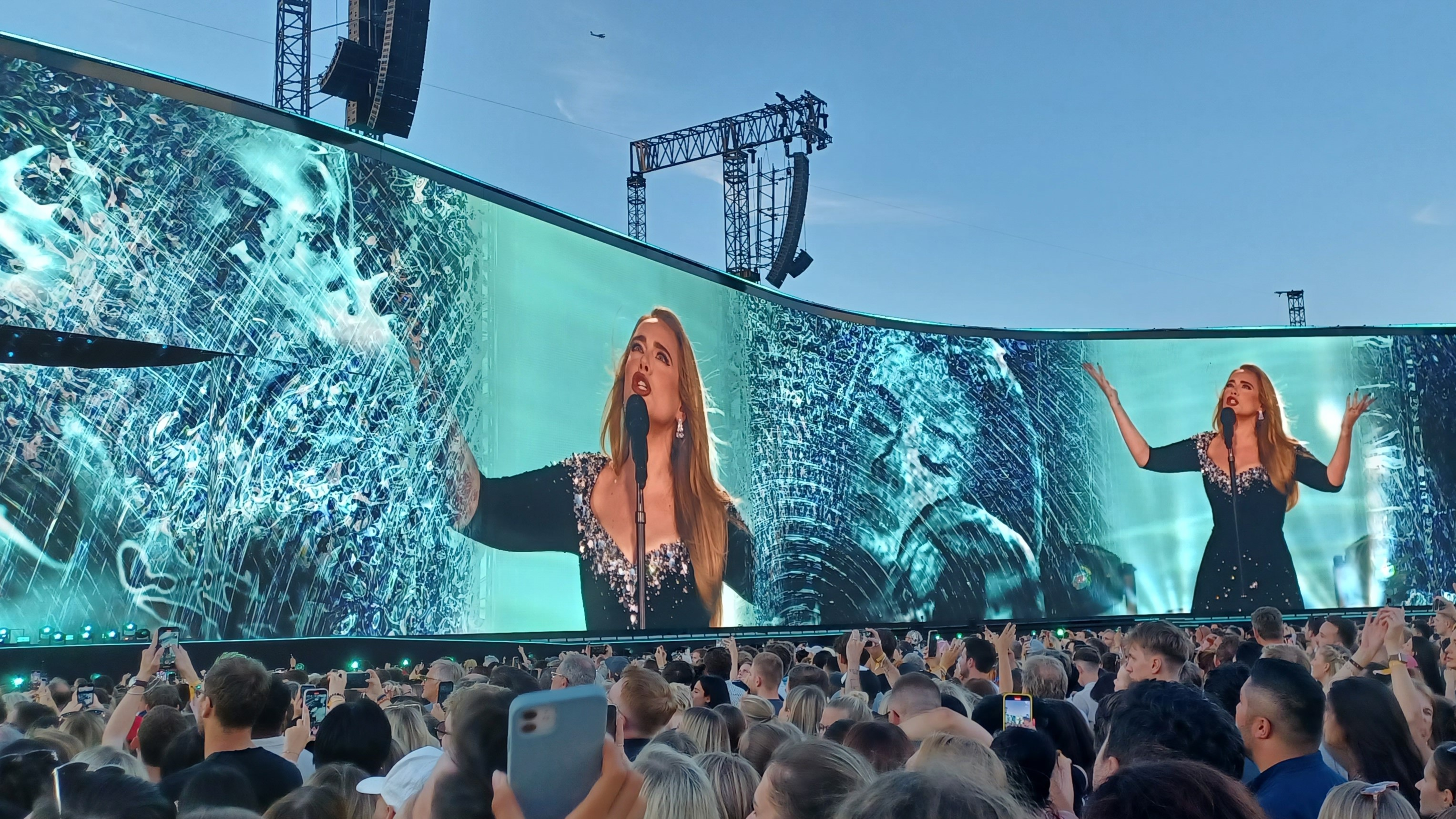
A színpad egy része az 1. zónában lévő állóhelyről nézve

2024. január 31-én bejelentették, hogy Adele négy koncertet ad augusztus 2-án, 3-án, 9-én és 10-én. A nagy kereslet miatt február 2-án további négy koncertet adtak hozzá, amelyeket augusztus 14-re, 16-ra, 23-ra és 24-re terveztek. Február 6-án két utolsó dátummal egészítették ki a koncertek sorát, augusztus 30-án és 31-én.
A tíz rezidenciaidőpont bejelentése után 2,2 millióan regisztráltak a jegyértékesítésre. Az elővételes árusításra 2024. február 5-ig lehetett regisztrálni Adele honlapján. Az elővételes értékesítés február 7-én kezdődött a Ticketmaster oldalán, és különböző szakaszokban zajlott. Február 9-én kezdődött az általános értékesítés a Live Nation és az Eventim cégeken keresztül. A jegyárakat csak az értékesítés során hozták nyilvánosságra, előzetesen nem adtak meg ársávot. Az érdeklődők 74,90 euró és 689 euró közötti árú normál jegyekkel szembesültek. A VIP-csomagok ára 488 és 1252 euró között mozgott. A legolcsóbb árkategóriák gyorsan elfogytak. Július közepére a jegyek 95 százaléka elkelt. Ezután a Ticketmaster minden hétfő reggel korlátozott mennyiségben 35 eurós áron árult „Lucky Dip” jegyeket, de a vásárlók csak a stadionba érkezéskor tudták meg a helyüket. A jegyek általában fél órán belül elfogytak. Néhányan úgy nyilatkoztak, hogy az „akciós árak” „igazságtalanok” voltak, tekintve az árusítás kezdetén kifizetett összegeket; korábban a The Rolling Stones is ezt a módszert alkalmazta a „Lucky Dip” jegyeknél.

## Hatása
München városa nem járult hozzá anyagilag Adele koncertjeinek költségeihez. Clemens Baumgärtner müncheni gazdasági tanácsadó szerint a tíz koncert látogatottsága 560 millió eurót hoz a városnak. A bevételek a vendéglátásból, a szállodákból és a rendezvényközpont bérléséből származnak. „Ez egy gazdasági és kulturális szerencse a város számára” – mondta Baumgärtner.

## Részvételi rekordok
A koncertrezidencia indulásakor a részvétel várható volt, hogy megdönti a Coldplay korábbi Billboard Boxscore „koncert részvételi rekordját”, ami 2022-ben tíz Buenos Aires-i koncertre 627 000 embert vonzott be. A Live Nation szerint 2024. szeptember elején Adele müncheni rezidenciája „a Las Vegason kívüli koncertrezidenciák közül a legmagasabb látogatottságot regisztrálta”, tíz egymást követő éjszakára „több mint 730 000 jeggyel".

## Lebontás
Mielőtt a rezidencia elkezdődött volna, Lieberberg azt mondta: "Soha ezelőtt, és soha újra - a műsor csak itt van, csak Münchenben, és csak ebben a formában".
Az utolsó koncertet követő héten, 2024. szeptember elején megkezdődött a stadion és az Adele World bontása a nagyközönségtől szigorúan elzárt területen, egy héttel vagy kicsit többel, hogy előkészítsék a terepet a Baumához, az azt követő nemzetközi vásárhoz. Szeptember végéig a teljes aszfaltot felszedték és eltávolították, mert alkalmatlan volt a vásárra. Később újrahasznosították; a Live Nation azonban nem adott további információt vagy magyarázatot arról, hogy mi történt a színpadi elemekkel. Csupán tíz koncertre készült, "rekordot döntött", "rekord gyorsan" tűnt el; „visszahozhatatlanul” – mondta Leutgeb, hozzátéve: „Ezt megígértem a művésznek is, és ez a „szerződés része”: ami ott van, soha többé nem fog létezni ebben a formában. Leutgeb ragaszkodott a projekt megkülönböztető jellegének megőrzéséhez. Saját szavaival élve: "Amikor egy művészt elragadtat valami ilyesmi, és aki azt mondja: azért csinálom, mert hiszek benne a tartalom tekintetében. Ezért a legfontosabb, hogy ne másold le és ne csináld újra, másodszor."

## Dallista
Ez a 2024. augusztus 2-i nyitó koncert setlistje. Nem reprezentálja az összes koncertet.
1. Strangers By Nature (intro)
2. Hello
3. Rumour Has It
4. I Drink Wine
5. Water Under the Bridge
6. Easy On Me
7. One and Only
8. I’ll Be Waiting
9. Oh My God
10. Send My Love (To Your New Lover)
11. Hometown Glory
12. Love in the Dark
13. Make You Feel My Love
14. Chasing Pavements
15. All I Ask
16. Skyfall
17. Set Fire to the Rain
18. All Night Parking (zenei átkötő)
19. Hold On
20. When We Were Young

Ráadás
1. Someone Like You
2. Rolling in the Deep

Megjegyzések
- A második estén a Turning Tables felkerült a dallistára a Make You Feel My Love után, hogy kitöltsék az időt egy olimpiai döntő közvetítése előtt.[56]

## Koncertek
| Dátum               | Város   | Ország      | Helyszín    | Előzenekar                                   | Látogatottság | Bevétel |
| ------------------- | ------- | ----------- | ----------- | -------------------------------------------- | ------------- | ------- |
| 2024. augusztus 2.  | München | Németország | Adele Arena | DJ Mad Florian Zimmer Spice Girls Experience | 730 000       | —       |
| 2024. augusztus 3.  | München | Németország | Adele Arena | DJ Mad Florian Zimmer Spice Girls Experience | 730 000       | —       |
| 2024. augusztus 9.  | München | Németország | Adele Arena | DJ Mad Florian Zimmer Spice Girls Experience | 730 000       | —       |
| 2024. augusztus 10. | München | Németország | Adele Arena | DJ Mad Florian Zimmer Spice Girls Experience | 730 000       | —       |
| 2024. augusztus 14. | München | Németország | Adele Arena | DJ Mad Florian Zimmer Spice Girls Experience | 730 000       | —       |
| 2024. augusztus 16. | München | Németország | Adele Arena | DJ Mad Florian Zimmer Spice Girls Experience | 730 000       | —       |
| 2024. augusztus 23. | München | Németország | Adele Arena | DJ Mad Florian Zimmer Spice Girls Experience | 730 000       | —       |
| 2024. augusztus 24. | München | Németország | Adele Arena | DJ Mad Florian Zimmer Spice Girls Experience | 730 000       | —       |
| 2024. augusztus 30. | München | Németország | Adele Arena | DJ Mad Florian Zimmer Spice Girls Experience | 730 000       | —       |
| 2024. augusztus 31. | München | Németország | Adele Arena | DJ Mad Florian Zimmer Spice Girls Experience | 730 000       | —       |
| Totál               | Totál   | Totál       | Totál       | Totál                                        | 730 000       | —       |

Megjegyzések
- Az előzenekarok az Adele Worldben léptek fel.

## Fordítás
- Ez a szócikk részben vagy egészben  az   Adele in Munich című angol Wikipédia-szócikk fordításán alapul.  Az eredeti cikk szerkesztőit annak laptörténete sorolja fel. Ez a jelzés csupán a megfogalmazás eredetét és a szerzői jogokat jelzi, nem szolgál a cikkben szereplő információk forrásmegjelöléseként.